# 280-mm-Mörser Br-5
Der 280-mm-Mörser Br-5 (russ. 280-мм мортира образца 1939 года (Бр-5), transkribiert 280-mm mortira obrasza 1939 goda (Br-5); GAU-Index 52-G-675) war ein sowjetischer Mörser mit einem Kaliber von 280 mm. Dieses Artilleriesystem war das schwerste der in Serie produzierten sowjetischen Geschütze. Es verwendete eine Lafette auf Gleisketten, die noch bei zwei weiteren schweren Artilleriesystemen eingesetzt wurde. Trotz der geringen Anzahl an gebauten Br-5 wurden diese im Zweiten Weltkrieg eingesetzt, nach dem Krieg modernisiert und bis in die 1970er-Jahre im aktiven Dienst gehalten.

## Geschichte
Die sowjetische schwere Artillerie hat von der Kaiserlichen Russischen Armee zwei schwere Artilleriesysteme übernommen – den 280-mm-Mörser von Schneider (25 Stück) und die 305-mm-Haubitze M-1915 (34 Stück). Mitte der 1930er-Jahre war man seitens der Roten Armee der Ansicht, dass die Anzahl dieser Geschütze nicht ausreichend sei, da die Armee nach Planvorgaben mindestens 66 280-mm-Mörser benötigen würde. Daraufhin wurde ein Entwicklungsauftrag für einen modernen 280-mm-Mörser vergeben. Das Kaliber sollte dem des Schneider-Mörsers entsprechen, um die vorhandenen Geschosse nutzen zu können. Dazu wurde entschieden, für den neuen Mörser die Kettenlafette der Haubitze B-4 zu verwenden. Die 152-mm-Kanone M1935 (BR-2) besaß die gleiche Lafette, um Bau wie Einsatz zu vereinfachen.
Die Entwicklung des 280-mm-Mörsers wurde gleichzeitig durch die Konstruktionsbüros zweier Fabriken durchgeführt: Dem Werk Bolschewik (ehemals Obuchow-Werk) in Leningrad sowie der Fabrik Barrikade in Stalingrad. Das Projekt von Bolschewik bekam die Bezeichnung B-33 und wurde unter der Leitung des Ingenieurs Kruptschatnikow entwickelt. Es verfügte über die Lafette der Haubitze B-4 sowie über den Schraubenverschluss des Schneider-Mörsers. Die B-33 wurde im Jahr 1936 erfolgreich getestet.
Der Mörser der Fabrik Barrikade mit dem Index Br-5 wurde mit einer Verzögerung von annähernd einem Jahr gegenüber der B-33 fertiggestellt und getestet, wobei die Tests zu einem mangelhaften Ergebnis führten. Der Br-33 zeigte eine verbesserte Genauigkeit und Kadenz, war aber einfacher aufgebaut und leichter. Jedoch wurde aus bisher ungeklärten Gründen die Br-5 zur Serienproduktion ausgewählt.
Die erste Bestellung für acht Mörser vom Typ Br-5 erfolgte im Mai 1937. Da die Br-5, wie sich bei der Erprobung herausgestellt hatte, noch verschiedene Mängel aufwies, benötigte man weitere Entwicklungszeit, weshalb die Bestellung von acht auf zwei Haubitzen reduziert wurde. Deren Fertigstellung erfolgte im Jahr 1939, wobei unterschiedliche Methoden der Munitionszuführung erprobt wurden. Beim ersten Exemplar wurde die Granate mit einem Wagen entlang des Gleises transportiert und wie beim Schneider-Mörser mechanisch eingeführt; beim zweiten Exemplar wurde die Granate mit einem Wagen ohne Gleis geliefert und sollte, wie bei der B-4-Haubitze, durch einen Hebekran auf die erforderliche Höhe gehoben werden. Nach den Tests wurde die zweite Ladungsmethode ausgewählt. 1939 wurden neben den beiden genannten Mörsern noch 20 weitere gebaut, im Jahr 1940 folgten weitere 25.

### Modernisierung

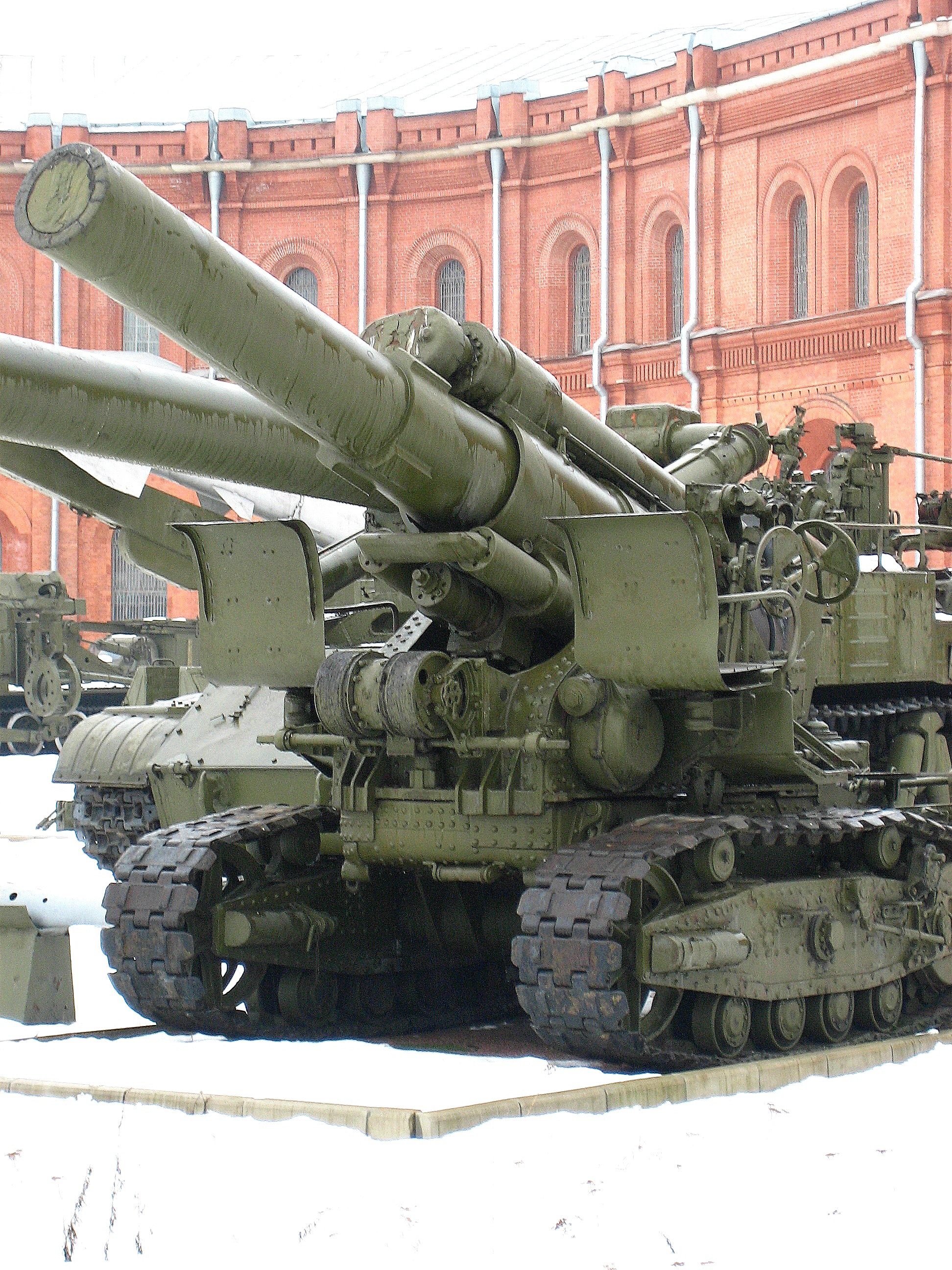
280-mm-Mörser Br-5 im militärgeschichtlichen Museum St. Petersburg

Noch im Jahr 1940 wurde von der Hauptverwaltung für Raketen und Artillerie entschieden, eine Radlafette für den Br-5 zu entwickeln. Diese Arbeit wurde durch das Konstrukteursbüro Nr. 172 in Perm unter der Leitung von Fjodor Petrow durchgeführt. Nach dem Kriegseintritt der Sowjetunion wurden diese Arbeiten abgebrochen. Im Jahr 1955 wurde eine einzige Radlafette für die Typen B-4, Br-2 und Br-5 fertiggestellt. Mit dieser neuen Lafette konnte die Br-5 (jetzt unter dem Index Br-5M) ohne Zerlegung transportiert werden. Bei der ursprünglichen Version sollten vor einem Transport Rohr und Lafette getrennt werden.
Unter der Leitung Grabins begann im Jahr 1944 die Entwicklung einer Mischung aus 180-mm-Kanone und 210-mm-Haubitze auf einer gemeinsamen Lafette, 1945 wurde hier noch ein 280-mm-Mörser ergänzt. Dieses Projekt wurde jedoch nicht realisiert.

### Einsatz
Während der letzten Phase des Winterkrieges wurden vier Mörser Br-5 erfolgreich gegen die finnische Mannerheim-Linie eingesetzt. Hierbei wurden 414 Sprenggranaten verschossen.
Mit dem Mörser Br-5 und dem Schneider-Mörser wurden sogenannte „selbstständige Artillerieabteilungen besonderer Feuerkraft“ ausgestattet. Eine Abteilung verfügte jeweils über drei Batterien zu je zwei Mörsern. Insgesamt wirkten acht dieser Abteilungen an der Ostfront. Während des Rückzugs der Roten Armee im Jahr 1941 gingen neun Mörser verloren.
Die Verwendung des 280-mm-Mörsers begann 1943 (1000 Geschosse wurden verschossen) und stieg stark im Jahr 1944 (4700 Geschosse ausgegeben). Der Höhepunkt der Intensität wurde im Jahr 1945 erreicht, als 8450 Geschosse ausgegeben wurden, hauptsächlich während der Kämpfe in Ostpreußen und Ostpommern. Während des Sturms der Festung Graudenz in Westpreußen durchbrach der Mörser die Wände mit direkten Schüssen aus einer Entfernung von 300 bis 400 Metern.

### Erhaltene Exemplare

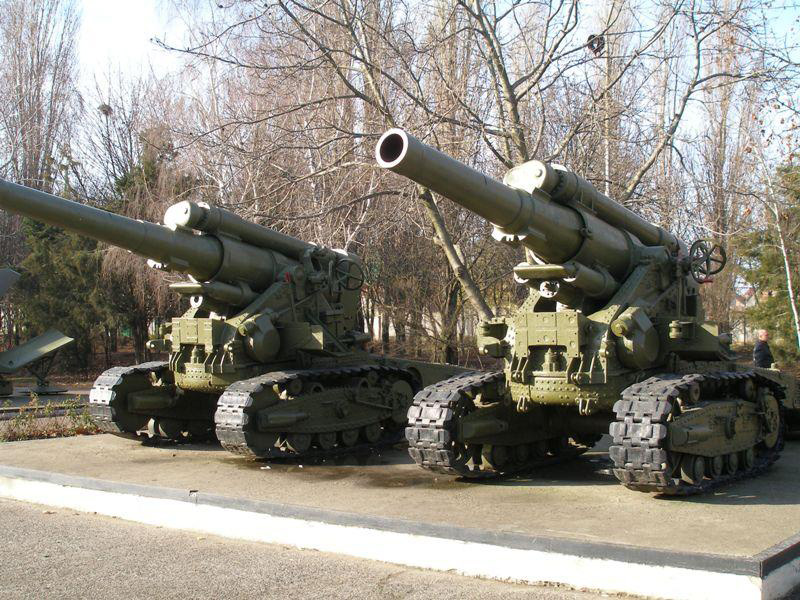
Br-5 im Militärgeschichtlichen Museum Lenino-Snegiri, im Hintergrund die Haubitze B-4

Es sind zwei Exemplare des Mörsers erhalten: Das erste befindet sich im Militärgeschichtlichen Museum in St. Petersburg, das zweite im Militärgeschichtlichen Museum Lenino-Snegiri.

## Beschreibung
Der Mörser besaß einen gezogenen Lauf mit 17 Kaliberlängen und verfügte über 88 Züge mit einer Tiefe von jeweils 3 mm. Das Patronenlager war 0,5214 Meter lang. Zum Einsatz kam ein Schraubenverschluss, der technisch identisch mit dem der Haubitze B-4, jedoch größer war. Die Rohrbremse arbeitete hydraulisch und benötigte 41 Liter Öl, der Rohrvorholer war hydropneumatisch und enthielt 63 Liter Öl bei einem Luftdruck von 40 bar. Die Rücklauflänge betrug je nach Schusswinkel zwischen 85 und 141 cm. Der Mörser Br-5 verfügte über eine Kettenlafette, erreichte jedoch nur eine Geschwindigkeit von höchstens 8 km/h. Auf längeren Strecken sollten Lafette und Rohr jeweils separat durch Woroschilowez- und Komintern-Schlepper transportiert werden. Das Gewicht der Protze betrug 1300 kg.

### Munition
Es wurden mehrere verschiedene Treibladungen verwendet. Alle russische Sprenggranaten, die mit dem Br-5 zum Einsatz kamen, wurden noch während des Ersten Weltkriegs entwickelt und konnten auch mit dem Schneider-Mörser verwendet werden. Darüber hinaus wurden auch französische Sprenggranaten des Schneider-Mörsers eingesetzt. Diese Granaten wurden ursprünglich mit Trinitrophenol (Pikrinsäure) befüllt, das in den 1930er-Jahren durch TNT ersetzt wurde. Das panzerbrechende Geschoss G-675 wurde erst 1939 getestet.
| Typ                                 | Index                                | Munitionsgewicht, kg | Länge, Kaliber | Sprengstoffgewicht, kg     | Mündungsgeschwindigkeit, m/s | Maximale Reichweite, m |
| ----------------------------------- | ------------------------------------ | -------------------- | -------------- | -------------------------- | ---------------------------- | ---------------------- |
| Panzerbrechendes Geschoss           | G-675                                | 246                  | 4.61           | 44.8                       | 356                          | 10.410                 |
| Sprenggranate                       | F-674                                | 286.7                | 4.5            | 58.7                       | 290                          | 7350                   |
| Sprenggranate                       | F-674K                               | 200.7                | 3.25           | 33.6                       | 423                          | 10.950                 |
| Französische Gusseisensprenggranate | F-674F (Granate type FA modèle 1915) | 205                  | 3.25           | 36/45 (Trinitrophenil/TNT) | 360                          | 9350                   |